# Грегг, Кэйтлин
Кэ́йтлин Грегг (в девичестве — Комптон) (англ. Caitlin Gregg, род. 7 ноября 1980, Нью-Йорк, Нью-Йорк) — американская лыжница, призёр чемпионата мира 2015 года, участница Олимпийских игр 2010 года.

## Спортивная карьера
В Кубке мира Комптон дебютировала в 2009 году, на следующий день после своего дебюта впервые попала в 30-ку лучших на этапе Кубка мира в командном спринте. Всего на сегодняшний момент имеет 2 попадания в тридцатку лучших на этапах Кубка мира, по одному в командных и личных соревнованиях. Лучшим достижением Комптон в общем итоговом зачёте Кубка мира является 94-е место в сезоне 2009-10.
На Олимпиаде-2010 в Ванкувере, показала следующие результаты: 10 км — 30-е место, командный спринт — 6-е место, дуатлон 15 км — 42-е место, эстафета — 11-е место.
За свою карьеру принимала участие в четырёх чемпионатах мира (2007, 2009, 2015, 2017). На Чемпионате мира 2015 года в Фалуне сенсационно выиграла бронзовую медаль в гонке на 10 км свободным стилем.